# Cătălina Ponorová
Cătălina Ponorová (* 20. srpna 1987 Constanța) je bývalá rumunská sportovní gymnastka. Na olympijských hrách v Athénách roku 2004 získala tři zlaté medaile, na kladině, v prostných a v soutěži družstev. Na hrách v Londýně roku 2012 pak svou olympijskou sbírku rozšířila o stříbro z prostných a bronz z družstev. V počtu zlatých medailí patří k velké pětce nejúspěšnějších rumunských gymnastek historie (s Nadiou Comaneciovou, Ecaterinou Szabóovou, Simonou Amanarovou a Danielou Silivaşovou). Ze světové šampionátu zlato nikdy nepřivezla (má tři stříbra a dva bronzy), zato je osminásobnou mistryní Evropy. V roce 2022 byla uvedena do Síně slávy Mezinárodní gymnastické federace. Byla přezdívána Černý tulipán, mimo jiné proto, že v soutěžích, kde to bylo možné, preferovala černou barvu trikotu. S gymnastikou začínala ve čtyřech letech. Závodní kariéru ukončila v roce 2017, kvůli problémům se zády.